# Badminton bei der Sommer-Universiade
Badminton gehört bei der  Sommer-Universiade zu den optionalen Sportarten, welche der Veranstalter zusätzlich zu den 15 Stammwettkämpfen auswählen kann.
Lediglich Bangkok 2007, Shenzhen 2011, Kazan 2013, Gwangju 2015 und Taipeh 2017 nahmen dieses Wahlrecht in Anspruch.
Ab 2023 wird Badminton als Stammwettkampf (compulsory sport) in die Universiade integriert. Damit entfallen die Studierenden-Weltmeisterschaften im Badminton.

## Austragungsorte
| Nr.    | Jahr | Ort        | Land                |
| ------ | ---- | ---------- | ------------------- |
| XXIV   | 2007 | Bangkok    | Thailand            |
| XXVI   | 2011 | Shenzhen   | Volksrepublik China |
| XXVII  | 2013 | Kasan      | Russland            |
| XXVIII | 2015 | Gwangju    | Südkorea            |
| XXVIX  | 2017 | Taipeh     | Taiwan              |
| XXXI   | 2023 | Chengdu    | Volksrepublik China |
| XXXII  | 2025 | Rhein-Ruhr | Deutschland         |

## Die Sieger
| Jahr        | Herreneinzel             | Dameneinzel             | Herrendoppel                          | Damendoppel                              | Mixed                       | Team                |
| ----------- | ------------------------ | ----------------------- | ------------------------------------- | ---------------------------------------- | --------------------------- | ------------------- |
| 2007        | Boonsak Ponsana          | Wang Yihan              | Sudket Prapakamol Patapol Ngernsrisuk | Cheng Wen-hsing Chien Yu-chin            | Yoo Yeon-seong Kim Min-jung | Thailand            |
| 2009        | ohne Badminton           | ohne Badminton          | ohne Badminton                        | ohne Badminton                           | ohne Badminton              | ohne Badminton      |
| 2011        | Suppanyu Avihingsanon    | Cheng Shao-chieh        | Bodin Isara Maneepong Jongjit         | Chang Ye-na Eom Hye-won                  | Shin Baek-cheol Eom Hye-won | Indonesien          |
| 2013        | Tanongsak Saensomboonsuk | Sung Ji-hyun            | Ko Sung-hyun Lee Yong-dae             | Chang Ye-na Kim So-young                 | Kim Ki-jung Kim So-young    | Südkorea            |
| 2015        | Jeon Hyuk-jin            | Sung Ji-hyun            | Kim Ki-jung Kim Sa-rang               | Lee So-hee Shin Seung-chan               | Kim Ki-jung Shin Seung-chan | Südkorea            |
| 2017        | Wang Tzu-wei             | Tai Tzu-ying            | Kim Jae-hwan Seo Seung-jae            | Chayanit Chaladchalam Phataimas Muenwong | Lee Chia-hsin Wang Chi-lin  | Chinesisch Taipeh   |
| 2019        | ohne Badminton           | ohne Badminton          | ohne Badminton                        | ohne Badminton                           | ohne Badminton              | ohne Badminton      |
| 2021 (2023) | Wang Zhengxing           | Han Yue                 | Ren Xiangyu Tan Qiang                 | Li Wenmei Liu Xuanxuan                   | Ye Hong-wei Lee Chia-hsin   | Chinesisch Taipeh   |
| 2025        | Ting Yen-chen            | Thamonwan Nithiittikrai | Jin Yong Lee Jong-min                 | Li Qian Wang Yiduo                       | Wu Hsuan-yi Yang Chu-yun    | Volksrepublik China |